# 上諭集團
上諭集團控股有限公司，簡稱上諭集團控股和上諭集團（英語：SHEUNG YUE GROUP HOLDINGS LIMITED，港交所：1633），在1970年，由陳秀民（永久榮譽主席）於香港（總部）成立「均成建築」（1986年，更名為「均成陳氏工程有限公司」）。
主席為陳立緯。業務在香港和澳門承接的地基工程範圍，包括打樁建造、ELS工程、樁帽建造、地盤平整及配套服務。
股份在2016年11月11日於港交所主板上市。招股價為0.8至1港元之間，發售股份為165,000,000股，集資額為1.65億港元。

## 外部連結
- simonandsons.com.hk（页面存档备份，存于）